# Cytaea haematicoides
Cytaea haematicoides là một loài nhện trong họ Salticidae.
Loài này thuộc chi Cytaea. Cytaea haematicoides được Embrik Strand miêu tả năm 1911.